# Наталі Сантер-Б'єрндален
Наталі Сантер-Б'єрндален (норв. Nathalie Santer Bjørndalen; нар. 28 березня 1972, Сан-Кандідо, Італія) — італійська та бельгійська біатлоністка. Має подвійне громадянство, оскільки її мати зі східної Бельгії. Учасниця п'яти зимових Олімпіад. Завершила кар'єру 2008 року.
За кар'єру отримала три перемоги на етапах Кубка світу і тричі була другою, а у сезоні 1993—1994 зайняла друге місце, пропустивши вперед лише Світлану Парамигіну. Найкращий результат на Олімпійських іграх — 6 місце 1994 року в спринті. Бронзова призерка чемпіонату Європи 1997 року.
З 2006 до 2012 року була дружиною олімпійського чемпіона, норвезького спортсмена Уле Б'єрндалена.